# جون مانديتس
جون مانديتس (بالإنجليزية: John Mandic)‏ مواليد 03 أكتوبر 1919 في لوس أنجلوس - الوفاة 22 يونيو 2003، كان لاعب كرة سلة أمريكي. بدأ مسيرته الاحترافية في سنة 1946. تم اختياره من قبل فريق واشنطن كابيتولز خلال الدرافت. بلغ طوله 6 قدم 4 بوصة (1.9 م). اعتزل اللعب في 1950.

## المسيرة الاحترافية
لعب مع سكرامنتو كينغز في موسم 1947–1948، ثم لعب مع واشنطن كابيتولز في موسم 1949–50 ، ثم لعب مع بالتيمور باليتس في سنة 1950.

## روابط خارجية
- جون مانديتس على موقع إن بي أي (الإنجليزية)
- جون مانديتس على موقع سبورتس رفرنس (الإنجليزية)
- جون مانديتس على موقع ريلجم (الإنجليزية)
- جون مانديتس على موقع بروبوليرز (الإنجليزية)
- جون مانديتس على موقع سبورتس رفرنس (الإنجليزية)